# 콜롬비아검은손티티
콜롬비아검은손티티(Cheracebus medemi)는 신세계원숭이에 속하는 티티원숭이의 일종이다. 남아메리카의 콜롬비아에서 발견된다.